# 新田章文
新田 章文（にった しょうぶん、1982年（昭和57年） - ）は、日本の政治家秘書。菅義偉首相の下で内閣総理大臣秘書官を務めた。同志社大学卒業。大阪府大阪市出身。

## 経歴
大阪府大阪市生まれ。2000年（平成12年）、同志社香里高等学校卒業。2004年（平成16年）、同志社大学卒業。大学卒業後、当時安倍内閣で官房長官を務めた菅義偉の事務所に入り秘書となる。
2020年（令和2年）9月16日に菅義偉の内閣総理大臣秘書官に就任し、翌年の2021年（令和3年）1月1日に辞職。後任に寺岡光博が選ばれた。しかし同年7月1日に再び再起用され、その後は同年10月4日に菅首相が退任するまで秘書官を務めた。